# Kilby Island
Kilby Island ist eine 300 m lange Felseninsel im Archipel der Windmill-Inseln vor der Budd-Küste des ostantarktischen Wilkeslands. Sie liegt unmittelbar östlich der Insel McMullin Island und 250 m südöstlich des Kilby Reef in der Einfahrt zur Newcomb Bay.
Die Insel wurde anhand von Luftaufnahmen der US-amerikanischen Operation Highjump (1946–1947) und Operation Windmill (1947–1948) kartiert. Das Advisory Committee on Antarctic Names benannte sie 1956 nach Arthur L. Kilby, Fotograf in der Central Task Group während der Operation Windmill und dabei im Januar 1948 an der Erstellung von Luftaufnahmen des Archipels beteiligt.